# Le Sang du flamboyant
Le Sang du flamboyant est une bande dessinée de François Migeat (scénario) et Claude Auclair (dessin) s'intéressant à l'affaire René Beauregard en Martinique. En noir et blanc, elle a été publiée en 1984 dans (A SUIVRE). L’album est en 1985 dans la collection « Les Romans (A SUIVRE) » des éditions Casterman.

## Publications

### Périodiques
- Le Sang du flamboyant, dans (A SUIVRE), 1984

### Albums
- Le Sang du flamboyant, Casterman, coll. « Les Studios (A SUIVRE) », 1985

### Documentation

#### Articles de revues, dictionnaires, collectifs
- Claude Auclair (int. Thierry Groensteen), « Entretien avec Claude Auclair », dans Les Cahiers de la bande dessinée n°58, juin-juillet 1984, p. 7-13
- Pierre-Pascal Furth, « Le Sang du flamboyant ou la difficulté de vivre en « homme debout » », dans Les Cahiers de la bande dessinée n°58, juin-juillet 1984, p. 37-40